# 新倉村
新倉村（にいくらむら）は、埼玉県北足立郡（旧新座郡）に存在した村。
1943年（昭和18年）4月1日、白子村との合併により大和町（後に市制施行・改称して和光市）となり廃止。

## 地理
- 埼玉県北足立地域の荒川右岸に位置する。
- 現在の和光市北西半にあたる。

## 歴史
- 1889年（明治22年）4月1日 - 町村制施行に平行して上新倉村は一村独立し新座郡新倉村が成立、下新倉村は白子村に吸収合併される。
- 1891年（明治24年）6月15日 - 村南西部の字長沼、久保原および長久保[1]が東京府北豊島郡大泉村に編入される。
- 1896年（明治29年）3月29日 - 新座郡が北足立郡に編入されたことに伴い、所属郡が北足立郡となる。
- 1934年（昭和9年）2月1日 - 東上鉄道（現：東武東上線）にいくら駅（現：和光市駅）が開業。
- 1934年（昭和9年）7月12日 - 駅名を新倉駅に変更。
- 1943年（昭和18年）4月1日 - 白子村と合併し、大和町が成立。新倉村は消滅した。